# 型の説

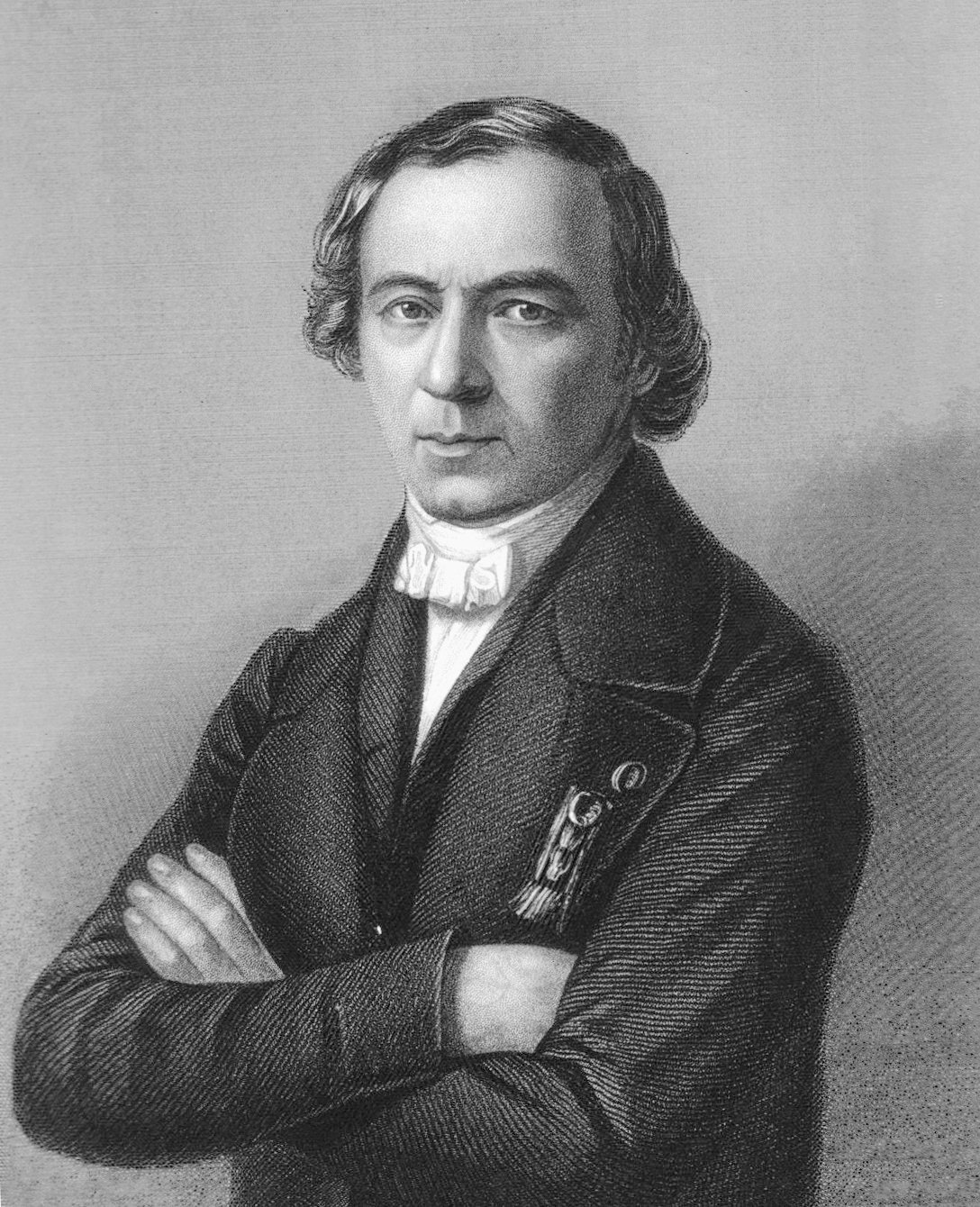
型の説を提唱したデュマ（1800年 – 1884年）

型の説（かたのせつ、Type theory）は、アンドレ・デュマらによって、電気化学的二元論に対抗して唱えられた有機化合物の分類と構造に関する理論である。最終的にはアウグスト・ケクレによって原子価の理論へと発展することになった。
アンドレ・デュマによって最初の型の説が唱えられ、その後デュマの弟子のシャルル・ジェラールは単純な無機化合物の誘導体として有機化合物を扱う新しい型の説を提案した。ジェラールは、型の説は有機化合物の誘導体の関係を示しているだけであり、有機化合物の構造を知ることはできないという立場をとっていた。
しかしケクレによりそれぞれの原子がその元素によって定まる原子価の数の他の原子と結合するという概念が導入されて、型は構造へと関連付けられ現在の有機化合物の構造論へとつながった。

## デュマによる型の説
デュマの弟子であったオーギュスト・ローランが有機化合物中の水素が塩素に置換される現象を説明するために核の説を提案した際には、デュマはまだ電気化学的二元論を支持していた。しかし、1839年にデュマは酢酸を塩素と反応させることでトリクロロ酢酸を得て、これが酢酸と同じようにカルボン酸としての性質を示すことから電気化学的二元論を放棄し、新しい理論の構築を目指すようになった。その結果、1840年に発表されたのが型の説である。
デュマは酢酸とトリクロロ酢酸のように置換反応によって誘導され同じような性質を示す化合物は同じ化学型に属するとした。また組成式の一部の水素を他の原子に置き換えることによって誘導されるが、同じような性質を示さない化合物は同じ機械型に属するとした。
しかし、同じ化学型に属する化合物がほとんど知られていなかったこと、同じような性質としてどのような性質を取り上げるかの基準を作れなかったこと、機械型は色々な種類の化合物の寄せ集めになってしまい、それらの化合物の間にある相違が何であるかをまったく説明できなかったことから、デュマの型の説は電気化学的二元論に代わる有効な分類法とはならなかった。

## ジェラールによる型の説
ジェラールは1838年にデュマの弟子となったが、最初に行なったのは複分解反応についての研究であった。
ジェラールは A-B + C-D → A-C + B-D という反応からすべての物質は2つの残基の接合子であると考えた。ただしジェラールは残基は反応の途中に現れる一時的な存在であると考えており、これが単離できたり、化合物の構成要素であるという根の説には反対であった。しかしながら、ジェラールの残基同士が接合するという考え方は根の説に取り入れられることになる。それと同時にジェラールはデュマの分類法をさらに進めた。1842年にヘルマン・コップが明らかにした、組成式が CH2 だけ異なる化合物の沸点の間に相関があるという報告を受けて、互いに組成が CH2 ずつ異なり、同じような性質を示す化合物群を相同列と呼んだ。これは現在の同族体の概念にあたる。
また、例えばフェノールとエタノールのように組成式がまったく異なるが同じような性質を示す化合物群を同型列、エタノールと酢酸のように化学反応で誘導されるが性質が異なる化合物群を異型列と呼んだ。しかし、この説もローランからはデュマの型の説と同様にそれぞれの列の共通点と相違点を説明できないということで批判された。一方、デュマとの間では説のプライオリティの争いが生じて関係が悪化することになった。
アレキサンダー・ウィリアムソンはジェラールの相同列の考えに基づいてアルコールをアルキル化して同じ相同列に属する別のアルコールを合成できるのではないかと考えていた。1850年にこの反応を行なったところ、得られたのは別のアルコールではなくエーテルであった。
1846年にローランは水、アルコール、エーテルがそれぞれ水の誘導体として表されるという水の型を提案していた。ウィリアムソンの実験結果はこの水の型の説を支持するものであった。さらにウィリアムソンはカルボン酸から当時はまだ知られていなかったカルボン酸無水物が得られるのではないかと推定した。このウィリアムソンの推定に基づいて1853年にジェラールはカルボン酸塩化物とカルボン酸塩からカルボン酸無水物が得られることを確認した。
また、デュマの弟子でジェラールとも親交があったアドルフ・ヴュルツが1849年に一級アミンを初めて合成した。翌年にはアウグスト・ヴィルヘルム・フォン・ホフマンが一級アミンがアルキル置換されたアンモニアであることを提案し、二級アミン、三級アミン、四級アンモニウム塩を合成し、アンモニアの型が存在することを提唱した。そこでジェラールは酸無水物の合成の実験を報告する論文の中ではこれらの知見をまとめ、すべての有機化合物が、水素、塩化水素、水、アンモニアの水素をアルキル基、あるいはアシル基で置換することで誘導できるという新しい型の説を提案した。
ジェラールは残基に対してそう考えたのと同様に、有機化合物の中に型に相当するものが実在するものとは考えていなかった。あくまで化合物の反応による誘導関係を示す分類であり、構造は意味していなかった。素直に考えれば塩化エチルは塩化水素型に属し、エタノールは水型に属することになる。しかしエタノールから置換反応によって塩化エチルが合成できるので、エタノールは塩化水素型に属するとしてもおかしくはない。このように考えると新しい型の説による化合物分類も無意味になりかねない。
実際、ケクレは最終的に原子価を導入した1858年の論文で、型による表現はその化合物が起こす反応を記述しているだけで、着目した反応によって同じ化合物に対し別の型による表現が用いられることを指摘している。しかしそのような問題が顕著になる前に型と原子価の対応関係が発見され、型の説は原子価説として再構成されたのである。
また、ジェラールの型の説ではアセトアルデヒドやアセトンのように、無機化合物のアルキルあるいはアシル誘導体とはみなせない化合物を分類の中にうまく位置づけることができなかった。ジェラールは最終的にはこれらの化合物をエノール型に相当する形で水の型に分類したが、今度はこれらの化合物の反応性をうまく説明するのは困難になってしまった。
ジェラールの型の説はそれを支持する化学者らによってさらに拡張された。1854年にはウィリアムソンはジェラールの型の説を拡張し、二重の水の型というものを導入した。ウィリアムソンは硫酸は2つの水の型からそれぞれ1つの水素がスルフリル根 (SO2) で同時に置換された化合物であると考えた。ここでそれまで暗黙のうちに考えられていた根は1価であるという前提が崩れた。スルフリル根は2価の根であるということになる。
1854年にロンドンに移り、ウィリアムソンやウィリアム・オドリングと親交を結んだケクレは硫黄化合物についての研究を行ない、硫黄化合物が水の型と同様の硫化水素の型に従うことを示した。1855年にはオドリングはリン酸が三重の水の型で表現でき、ホスホリル根(PO)が3価であることを提案した。また、オドリングはチオ硫酸が水の型と硫化水素の型のそれぞれ1つの水素がスルフリル根で置換された化合物であり、複合型からなる化合物が存在することを示した。また、多価の基は1つの型の中の価数と同じだけの水素を置換することができることも示した。これによりアルデヒドやケトン、ニトリルのようなヘテロ原子との多重結合を持つ化合物も、型にうまく分類することが可能になった。

## 構造論への発展
1852年にエドワード・フランクランドは有機金属化合物を合成し、その際に有機金属化合物中に含まれるアルキル基の数が対応する金属ハロゲン化物や水素化物のハロゲンや水素の数と同じになることに気づいた。そして型が存在する理由はそれぞれの原子が取りうる一定の飽和能（原子価）が存在するためと指摘している。しかしフランクランドは根の説を支持していたために、その指摘は型の説の支持者の耳にはほとんど入らなかったようである。一方、根の説に対しもっとも影響力を持っていたヘルマン・コルベはフランクランドの考えは型の説の範疇に属するとして、しばらくの間反対していた。
フランクランドより2年遅れて、ケクレは硫化水素の型を発見した際に、水の型に分類される酢酸を五塩化リンで処理すると型が変わり、塩化水素の型の塩化アセチルと塩化水素が、一方五硫化リンで処理すると水の型(硫化水素の型)を保ったチオ酢酸が得られることを見出した。ケクレはこの違いを酸素と塩素では親和力（原子価）が異なり、酸素と硫黄では親和力が等しいためと考えた。このようにして型と原子価が結び付けられた。
1855年にオドリングはメタンの型の概念をジェラールの型の理論に追加した。1857年にケクレは雷酸水銀の研究の報告の中で、クロロホルムやアセトニトリルなどがメタンの型に分類できることを示した。このメタンの型は今までのジェラールの4つの型とは異なり、むしろデュマの機械型の概念に近い。ジェラールの型は中心原子の水素をアルキル置換やアシル置換することにより生成する誘導体を1つにまとめたものだが、このメタンの型は水素は1価の根や原子ならどのようなものでも置換できると解釈している。
1858年にケクレは今までの型についての議論を総括し、型が原子価を表していることを再確認した。また、型の中に現れるアルキル根やアシル根は炭素同士が互いに結合して、余った原子価に水素原子が結合し、それでもまだ余っている原子価が型の中心をなす酸素原子や窒素原子と結合しているという描像を示した。こうして現在の有機化学で用いられている構造論の基礎が出来上がったのである。しかしケクレは、ジェラールと同様に自身の用いた型の式が分子内の原子の配列を反映しているとは考えていなかった。型の式を分子内の原子の配列と結びつけたのは、ケクレとは独立に炭素同士の結合を提案したアーチボルド・クーパーやクーパーの友人であったアレクサンドル・ブトレロフである。
ケクレは1870年代に幾何異性体や鏡像異性体の問題が生じてから、この考えを受け入れるようになった。一方、コルベは直接的な実験的証拠がなかった原子同士の結合の考え方を受け入れず、死ぬまで構造論に反対した。しかしフランクランドやコルベの弟子たちは構造論へと転向し、有機化合物の構造に関する見解が統一されたのである。